# Douris (schilder)
Douris (Oudgrieks: Δούρις) was een Atheense vazenschilder en pottenbakker uit het eerste kwart van de 5e eeuw v.Chr.
Van hem zijn meer dan dertig gesigneerde (roodfigurige) vazen bewaard, waaruit de schoonheid en de sierlijkheid van zijn stijl blijken. Hij behandelt de meest uiteenlopende onderwerpen op even voortreffelijke wijze: mythische of epische thema's, taferelen uit het dagelijks leven (worstelende efeben, feestmalen, ...). Zijn langgerekte, onberispelijk getekende figuren kondigen reeds het begin van de klassieke periode aan.

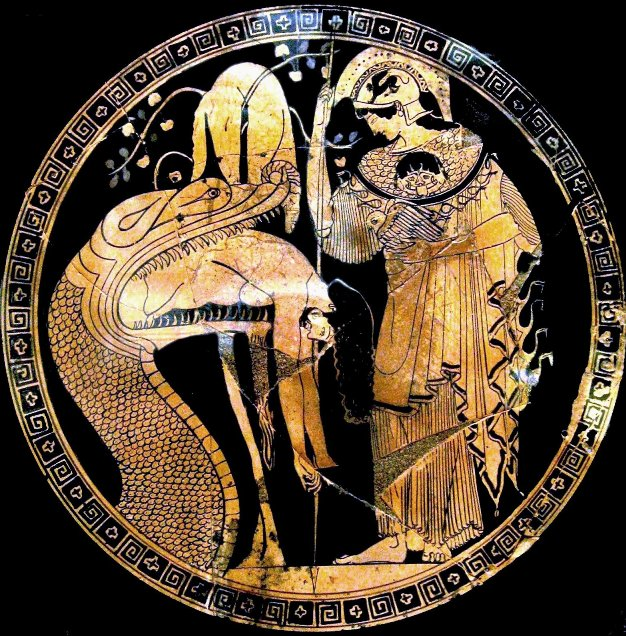
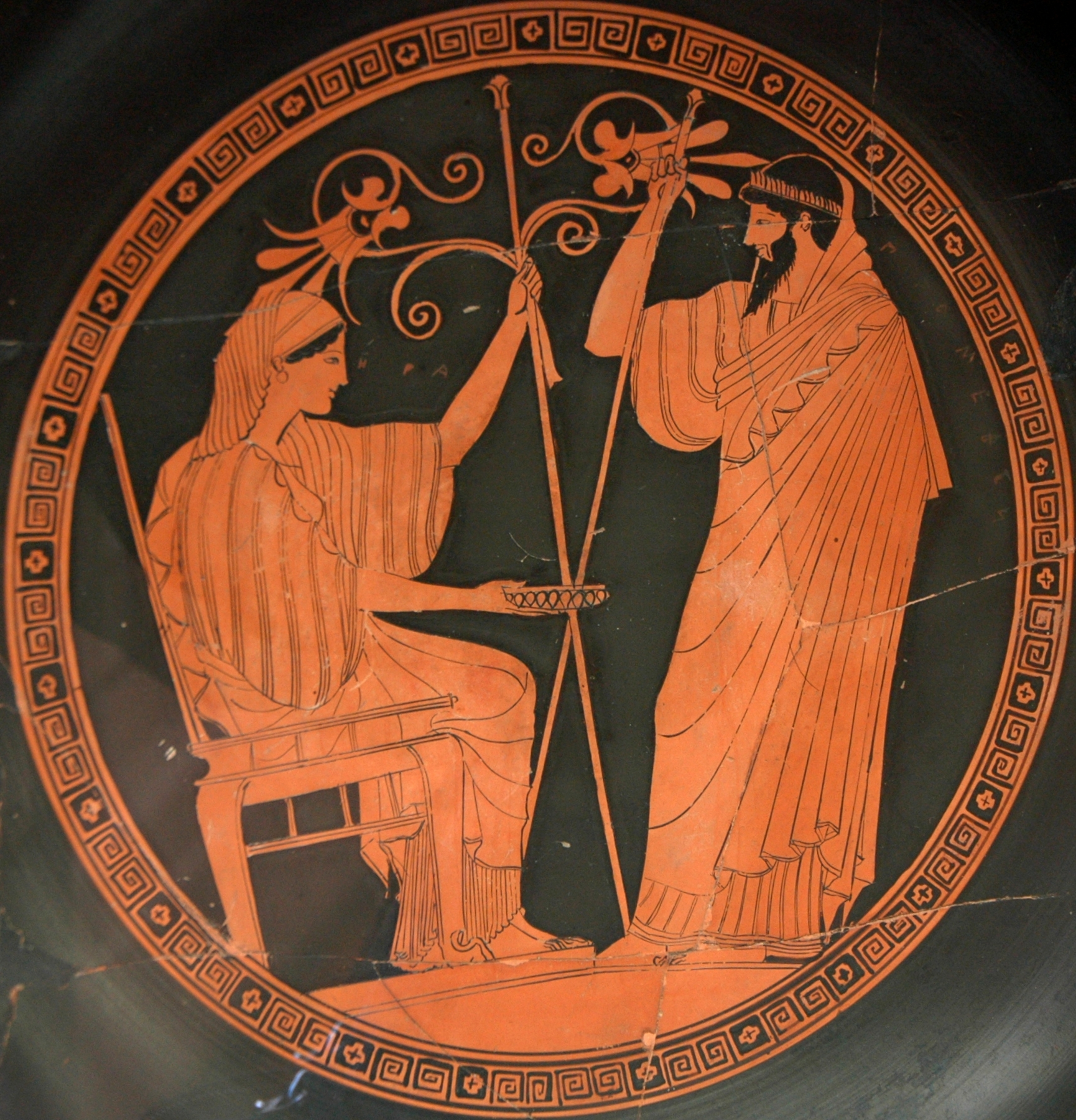
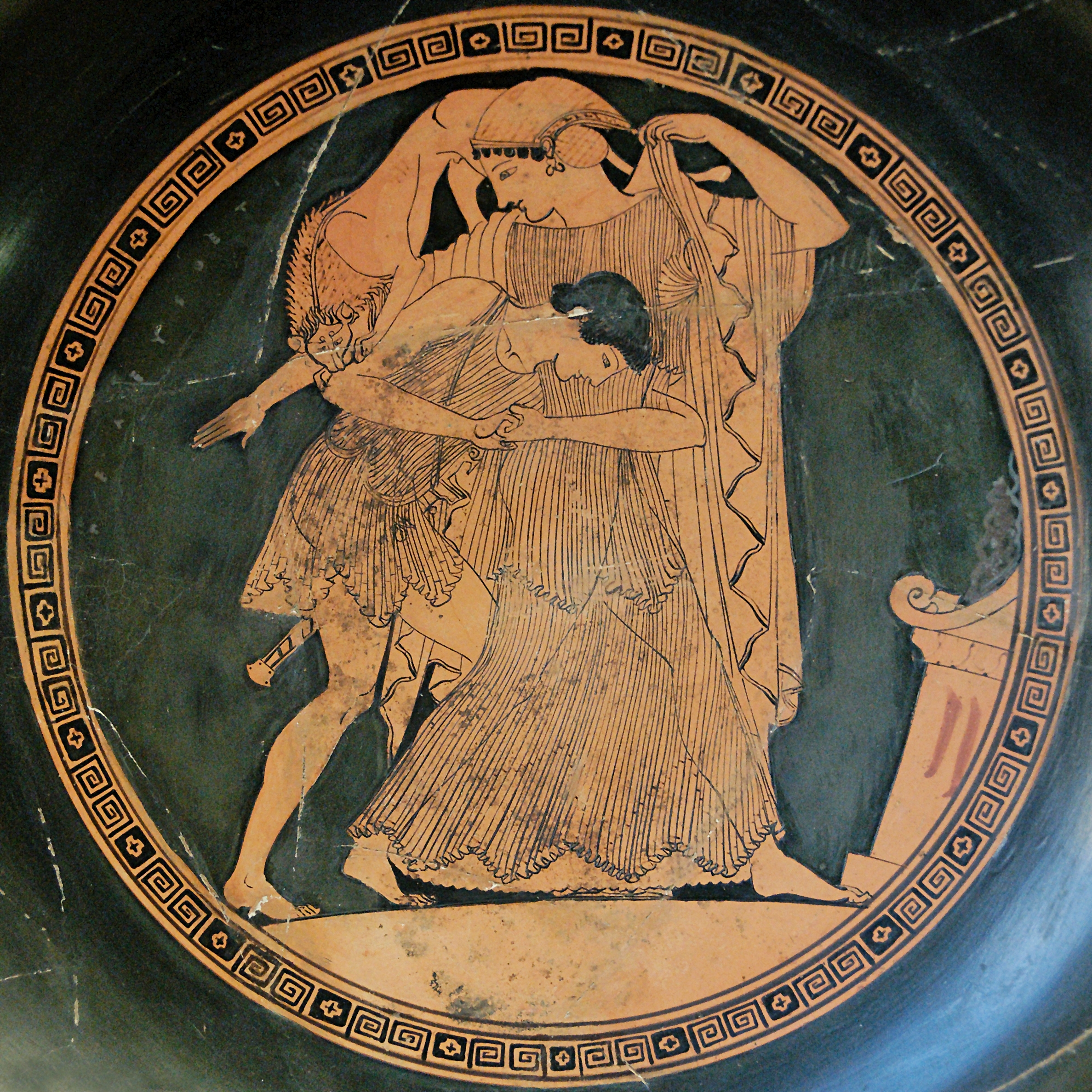
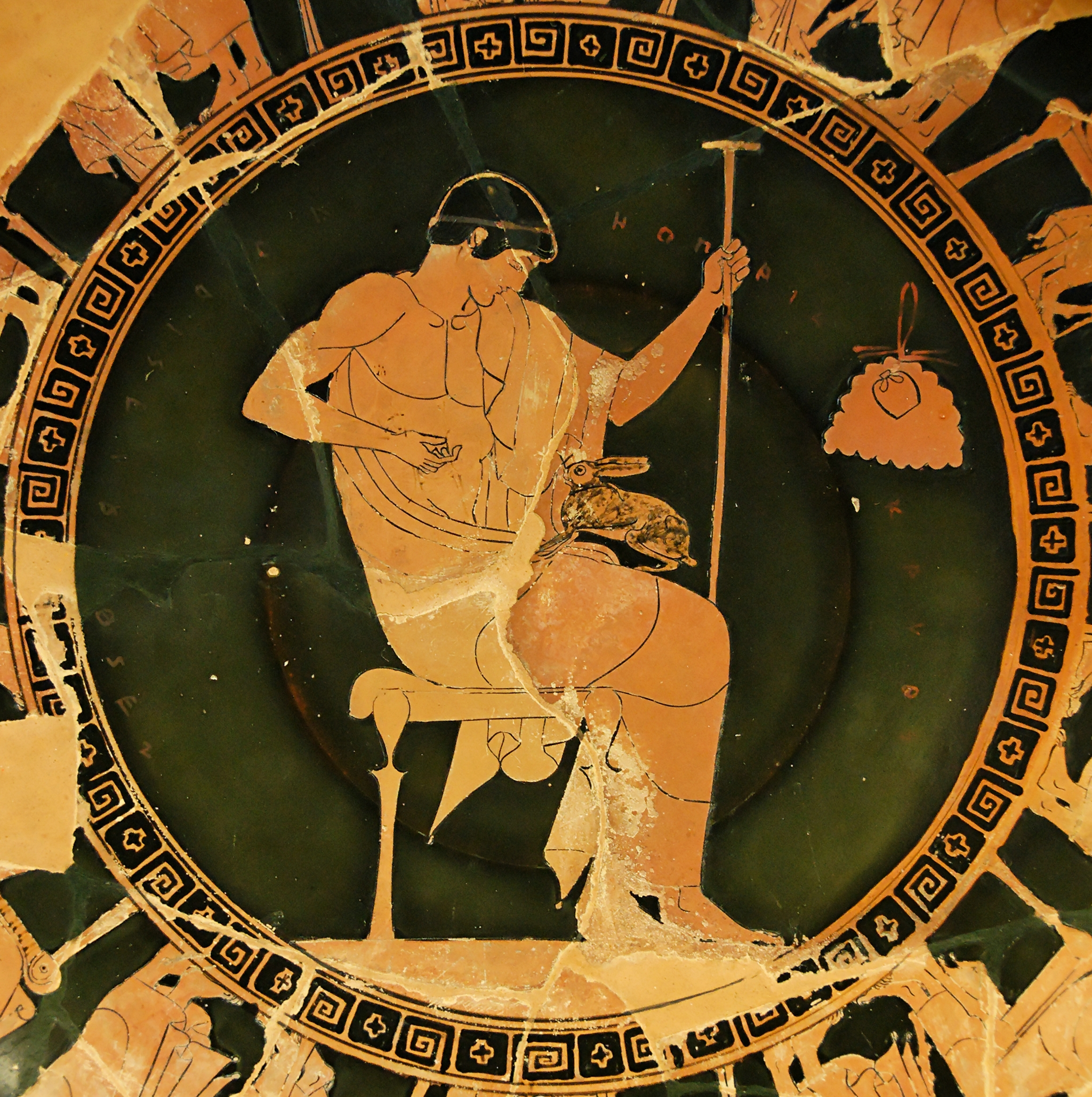

- Bibsys: 90841271
- Bibliothèque nationale de France: cb13171176z (data)
- Gemeinsame Normdatei: 119246430
- Library of Congress Control Number: n95086431
- Nationale Bibliotheek van Israël: 987007260679505171
- Nederlandse Thesaurus van Auteursnamen: 073345814
- Réseau des bibliothèques de Suisse occidentale: 02-A009984290
- Système universitaire de documentation: 035161868
- Union List of Artist Names: 500116285
- Virtual International Authority File: 68180916
- WorldCat: E39PCjHjRWhKgQmvwHTQ6hVV4q